# 穴井亮平
穴井 亮平（あない りょうへい、1988年1月20日 - ）は、熊本県出身の柔道家。階級は90kg級。現在は東海大学付属熊本星翔高校で指導にあたっている。

## 概要
7歳の時に柔道を始めた。東海大学第二高等学校から東海大学に進み、2009年には全日本学生柔道優勝大会と学生体重別で優勝を果たして全日本柔道連盟90kg級の強化選手になった。大学を卒業後、了徳寺学園の所属となった。2011年の体重別90kg級では決勝で寝業師である千葉県警の加藤博剛に肩固で一本勝ちして優勝を飾った。その後階級を100kg級に変更すると、2016年の体重別で3位になった。

## 戦績
- 2009年
  - 学生体重別 優勝
  - 全日本学生柔道優勝大会 優勝
- 2010年
  - 全日本柔道選手権大会 出場
  - 実業柔道選手権 3位
- 2011年
  - 体重別 優勝
  - ユニバーシアード 個人戦 3位 団体戦 優勝
- 2012年
  - 実業柔道選手権 3位
- 2013年
  - 実業柔道選手権 2位(100kg級)
- 2015年
  - 実業柔道選手権 3位(100kg級)
  - 講道館杯　3位(100kg級)
- 2016年
  - 体重別 3位

(出典、JudoInside.com)